# 彎刀脂鯉
彎刀脂鯉（学名：Psectrogaster curviventris），為輻鰭魚綱脂鯉目脂鯉亞目無齒脂鯉科的其中一個種，分布於南美洲巴拉圭河及馬德拉河流域，體長可達17.1公分，棲息在底中層水域，以生活習性不明。